# Pop-Tart

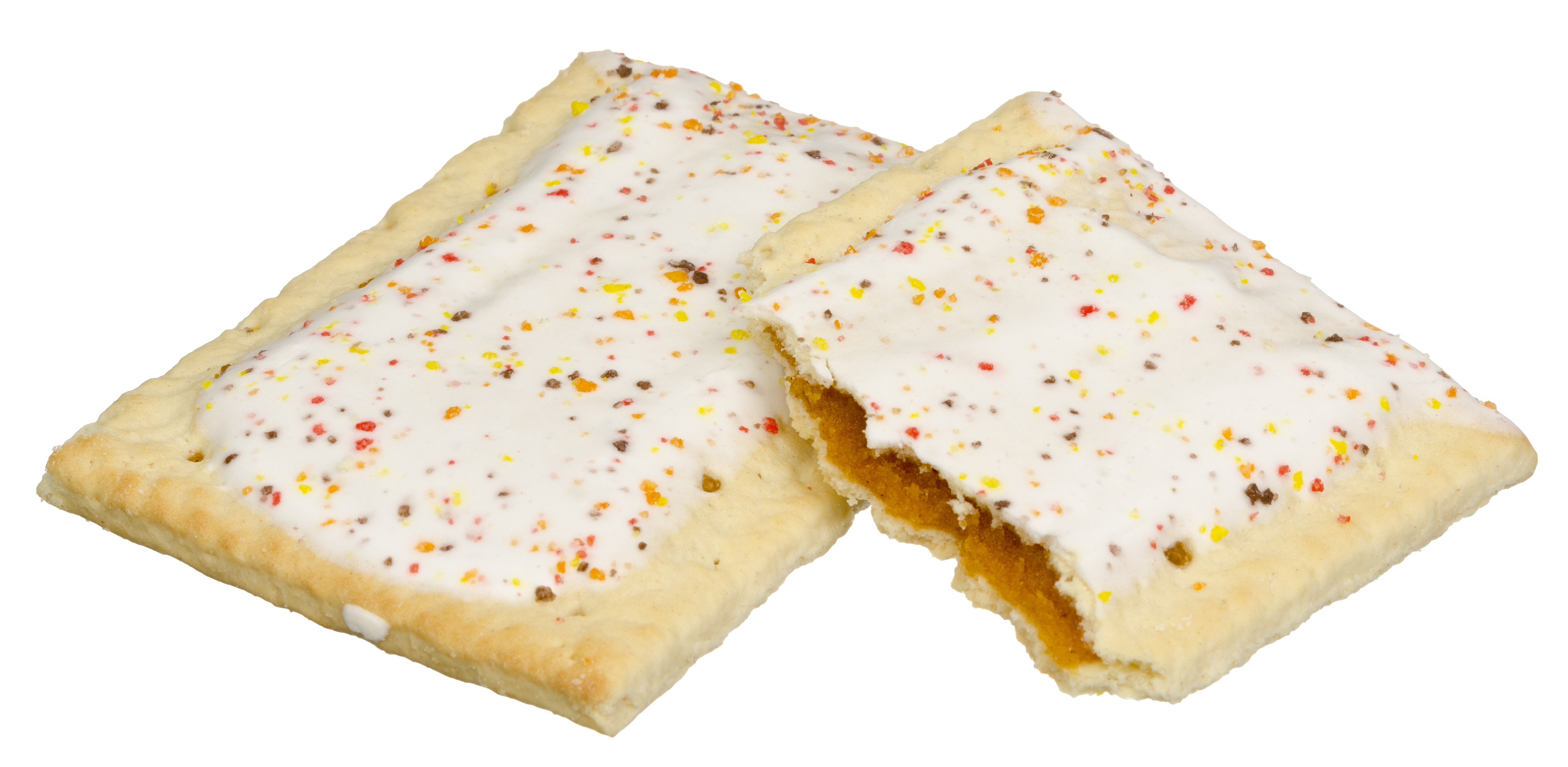
Pop-Tarts mit Zuckerguss und Kürbiskuchengeschmack

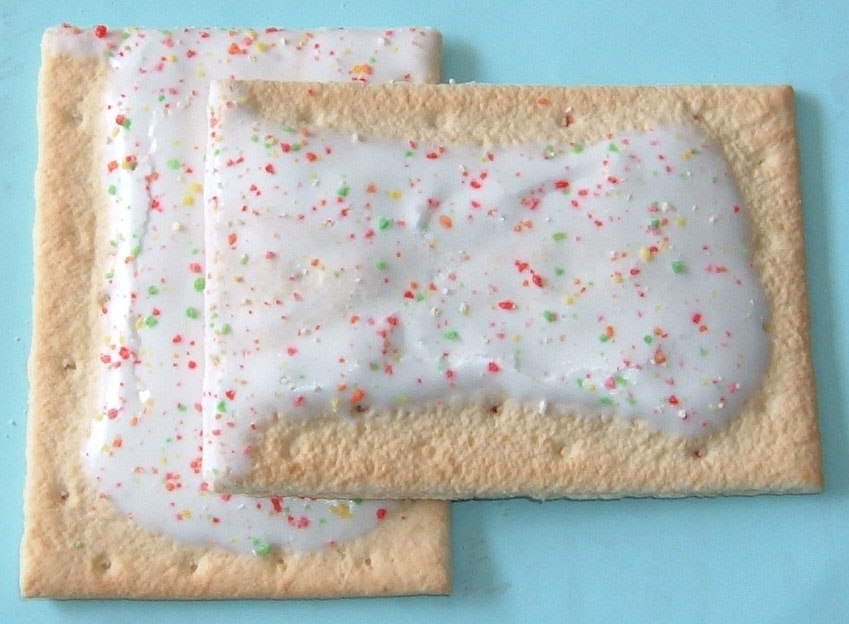
Pop-Tarts mit Zuckerguss und Erdbeergeschmack

Pop-Tart ist ein Gebäck US-amerikanischen Ursprungs, das von der Firma Kellogg’s vermarktet wird. Der Pop-Tart ist ein süßes Teiggebäck und wird meist im Toaster erwärmt.

## Entstehung und Vermarktung
Ihren Ursprung hatten Pop-Tarts in den 1960ern beim Hersteller Post Cereals, der ein Verfahren entwickelt hatte, Hundefutter durch Einschweißen in Folie ohne Kühlung frisch zu halten. Post hatte dann die Idee, dieses Verfahren ebenfalls für ein neues Frühstücksprodukt zu verwenden, das im Toaster aufgewärmt werden konnte. Dieses Produkt war als Ergänzung zu den unaufgewärmt verzehrten Frühstückscerealien der Firma gedacht. 1964 wurden sie der breiten Öffentlichkeit unter dem Namen Country Squares erstmals vorgestellt.
Die Firma Kellogg’s als großer Konkurrent von Post Cereals brachte nur sechs Monate nach diesem Erfolg ein eigenes Produkt auf den Markt. Der Name wurde in Anlehnung an die Pop Art von Andy Warhol gewählt, eine in der damaligen Zeit sehr populäre Kunstrichtung. Die „Pop-Tarts“ (zu Deutsch etwa „Pop-Törtchen“) waren geboren. Pop out bedeutet zudem „Herausspringen“, in Anspielung an das Herausspringen aus dem Toaster.
1967 wurden erstmals Pop-Tarts mit Zuckerglasur auf den Markt gebracht, nachdem festgestellt wurde, dass diese beim Toastvorgang nicht zerstört wurde. In den 1990ern begann der Verkauf in Großbritannien, wenngleich auch mit deutlich geringerem Erfolg als in den Vereinigten Staaten.
Kellogg’s verkauft die Pop-Tarts bis zum heutigen Tag in den USA mit großem Erfolg, laut eigenen Informationen über zwei Milliarden Stück jedes Jahr. Man kann sie jedoch auch noch in Kanada, Großbritannien und Irland erwerben. Der Vertrieb in Australien wird seit 2005 nicht mehr fortgesetzt, sie sind jedoch als Importware weiterhin dort erhältlich. In Deutschland sind Pop-Tarts ebenfalls als Import sowie in einigen wenigen Supermärkten erhältlich, darunter bei manchen Filialen von real, Kaufland und Edeka.
Pop-Tarts können auch die Anwendung von Data-Mining-Methoden im Handelsmarketing illustrieren: So stellte der Einzelhandelskonzern Walmart 2004 einen zeitlichen Zusammenhang zwischen Unwetterwarnungen vor einem heranziehenden Hurrikan und einer massiv erhöhten Nachfrage nach Pop-Tarts in den USA fest.

## Zusammensetzung und Varianten
Ein Pop-Tart bildet eine Tasche aus zwei Schichten Teig mit einer süßen Füllmasse, etwa Marmelade. Oft ist das Gebäck mit Zuckerguss überzogen. Typischerweise werden Pop-Tarts im Toaster aufgebacken und warm verzehrt, sie können auch kalt verspeist werden. Verpackt können sie ungekühlt aufbewahrt werden.
Variationen des Gebäcks sind zum Beispiel Schokolade, Apfel, glasierte Erdbeere, glasierte Pop-Tarts mit braunem Zucker und Zimt, Kirsche und S’Mores (Schokolade-Marshmallow-Cracker).